# Słobodo-Petriwka
Slobodo-Petriwka (ukr. Слободо-Петрівка) – wieś na Ukrainie, w obwodzie połtawskim, w rejonie łubieńskim, w hromadzie Hrebinka. W 2001 liczyła 783 mieszkańców, spośród których 749 wskazało jako ojczysty język ukraiński, 29 rosyjski, 2 białoruski, a 3 inny.